# Hybridschrift (Variante)
Eine Hybridschrift ist eine Schriftart, die grundverschiedene Prinzipien der Schriftgestaltung vereint und sich daher keiner Kategorie einer Schriftklassifikation eindeutig zuordnen lässt. In der Klassifikation nach DIN 16518 gehören hybride Formen der Antiqua neben anderen abweichenden Formen zur Gruppe der Antiqua-Varianten.

## Hybride eklektische Schriftkonzepte
Einige innovative Schriftentwürfe der zeitgenössischen Schriftgestaltung kombinieren Elemente mehrerer gegensätzlicher Type-Design-Stile, wie ein Patchwork, auf eklektische Weise und werden demnach als Hybridschrift bezeichnet. Eine eindeutige Definition bezeichnet jedoch Entwürfe, deren hybrides Erscheinungsbild deutlich als unharmonisch wahrnehmbar ist oder sich stark von Lesegewohnheiten abhebt. So vereint die Rotis Serif (Aicher) z. B. Glyphenkonstruktionen wie dem dynamischen e einer Renaissance-Antiqua mit einem statischen a einer klassizistischen Antiqua. Als Patchwork kann auch die Parity (Shinn) bezeichnet werden, da sie als Unikamerale (Unicase-Alphabet) „eine vom Schriftentwerfer komponierte Mischung aus Groß- und Kleinbuchstaben gleicher Höhe“ kombiniert.

## Hybride kohärente Schriftkonzepte
Damit neue Schriftentwürfe einen gewissen Grad an Innovation aufweisen, ist es in der zeitgenössischen Schriftgestaltung gebräuchlich, verschiedene konventionelle Formen oder Funktionen in einer neuen Schriftart zu vereinen. Es entstehen so dennoch kohärente Schriftentwürfe. So gehen die betonten Serifen der Museo (Buivenga) in den Stamm über, wie der Abstrich bei einer Kursiven. Das Konzept der Ode (Wenzel) stellt eine visuelle Schnittmenge aus Formprinzipien der Fraktur und Antiqua dar. Das Schriftsystem der Instant (Knebusch) zeigt im Verlauf der Schriftschnitte von Light zu Black eine Veränderung der Buchstabenkonstruktion von Kursiv zu Roman. Ein Vorteil von hybriden Schriftsystemen kann sein, dass sie spannungsvolle Typografie ermöglichen, statt zu einheitlich zu wirken. 

### Bastarda
Die Bastarda ist eine Mischform spätmittelalterlicher, gotischer Schrift, die Merkmale kursiver und kalligrafischer Schrift verbindet.

### Neudeutsche Schriften
Eine Sonderform „Hybridschrift“ genannter hybrider kohärenter Schriftkonzepte bezeichnet die ab 1900 entstandenen sogenannten „Neudeutschen Schriften“. Sie mischen Gebrochene Schrift mit Antiqua. In der Klassifikation nach DIN 16518 gehören sie der „Untergruppe Xe: Fraktur-Varianten“ an.